# Цитра
Цѝтра (на немски: Zither) е малък струнен арфов музикален инструмент, получил голямо разпространение в Австрия и Германия през 18 век.

## Устройство
Цитрата има плосък дървен корпус с неправилна форма, върху който са опънати голям брой струни в зависимост от големината ѝ – между 36 и 50. Размерите на резонаторната кутия са около 50 cm на дължина и 25 cm на ширина. Пет от струните лежат върху грифовата дъска и се настройват в т. нар. баварски строй или по-рядко се настройват с тонове а1, d1, g1, g, c. Останалите (басови) струни лежат извън грифа, настройват се в квинти и кварти в обем от Fis до f1 и се използват като т.нар. празни. Петте високи басови струни се изработват от кожа, а останалите са копринени, обвити със сребърна нишка. Грифовите (мелодичните) струни са от стомана или месинг. На инструмента се свири с плектрум.

## Видове
Има различни видове цитри: дискант-цитра, басова цитра, концертна цитра и др.
Съществува и по-голяма басова разновидност на цитрата, наречена елегична цитра.
Друга особена разновидност е лъковата цитра с 4 струни като при цигулката, но настроени в обратен ред. При нея вариантите за звукоизвличане са два – или с лък, или чрез дърпане с пръсти.

## Разпространение
Цитрата се използва в цяла Европа, но е предимно германски инструмент, разпространен главно в Бавария и Австрия.
В Азия цитрата има древна история, като се ползва и в наши дни – в Китай цитрата цин, а в Япония цитрата ко̀то, често назовавана в преводите „арфа“.